# Vita Antonii
Die Vita Antonii (abgekürzt: VA) ist eine hagiographische Schrift über das Leben des Wüstenvaters Antonius, die von Athanasios, Bischof von Alexandrien, ca. 360 verfasst wurde.

## Inhalt
Antonius, ein ungebildeter junger Mann, der aus einer wohlhabenden christlichen Bauernfamilie im römischen Ägypten stammt, wird als Zwanzigjähriger durch eine Predigt über den reichen Jüngling (Mt 19,16ff ) aufgerüttelt. Er nimmt das Gleichnis ernst, verschenkt alles, was er hat, und lebt am Rande des Dorfes ein streng asketisches Leben. Als ihm das nicht genügt, begibt er sich zu dem Ort, wo sich die Dämonen aufhalten – nämlich die Wüste –, um sie zu bekämpfen. Die Dämonen erscheinen ihm, wie einst Jesus, leibhaftig, führen ihn in Versuchung und peinigen seinen Körper, jedoch seiner Seele können sie nichts anhaben. Antonius geht als Sieger aus dem Ringen hervor und hält anschließend eine sehr lange, rhetorisch geschliffene Rede an die Menschen, die seinem Beispiel nachfolgen wollen.
Nach der Bewährungsprobe geht Antonius zweimal nach Alexandria, das erste Mal, um zum Märtyrer zu werden, was ihm aber nicht vergönnt wird, das zweite Mal, um eine glühende Rede gegen die Häretiker zu halten, die für ihn die Arianer, Meletianer und Neuplatoniker waren. Eher beiläufig heilt er auch Besessene und Kranke.
Antonius pflegt in seiner Einsiedelei Briefkontakt mit Kaiser Konstantin und gründet während seiner Lebenszeit zwei Klöster. Als ihm sein nahender Tod bewusst wird, hält er noch eine Mahnrede an seine Nachfolger. Sein Tod wird in Anlehnung an den Tod Mose mystifiziert, seine Grabstätte sollte unbekannt bleiben.
Zur Einordnung der Vita als historisches Zeugnis für Antonius muss bedacht werden, dass der Autor Athanasius im 4. Jh. ein mit den gesellschaftlich Mächtigen zusammen arbeitender Bischof in Alexandrien war, der das Werk schrieb, um den Ruhm der ägyptischen Mönche in anderen Ländern zu verbreiten.

## Rezeptionsgeschichte
Die Vita Antonii wurde im Jahre 373 durch Euagrios von Antiochia ins Lateinische übersetzt und somit auch für das westliche Publikum zugänglich gemacht. Der damals bekannteste Leser der Vita Antonii war Augustinus von Hippo, der durch deren Lektüre zu seiner eigenen Bekehrung angeregt wurde.
In der gesamten Kunst- und Kulturgeschichte sollte es auch die Vita Antonii sein, die das Antoniusbild maßgeblich bestimmte. Die Aussprüche des Antonius, die sich in den Apophthegmata Patrum finden, oder die Briefe des Antonius wurden hierbei kaum berücksichtigt.
Siehe auch: Rezeption der Vita Antonii in Kunst und Literatur